# Kościół św. Jana Chrzciciela w Augustowie
Kościół świętego Jana Chrzciciela w Augustowie – rzymskokatolicki kościół parafialny należący do parafii pod tym samym wezwaniem (dekanat Augustów – św. Bartłomieja Apostoła diecezji ełckiej).
Budowa kościoła rozpoczęła się w sierpniu 1993 roku. Świątynię konsekrował w dniu 18 czerwca 2000 roku biskup Wojciech Ziemba.
Budowla jest murowana, pokryta blachą ocynkowaną. W prezbiterium na osi nawy głównej jest umieszczone tabernakulum, nad którym jest usytuowany obraz Pana Jezusa Miłosiernego, w strefie Przenajświętszego Sakramentu jest umieszczona figura św. Jana Chrzciciela i św. Siostry Faustyny; w prezbiterium są usytuowane: marmurowy ołtarz ofiarny, marmurowa ambona, marmurowy pulpit w miejscu przewodniczenia oraz sedilia dla przewodniczącego, celebry i asysty; po obu stronach prezbiterium są umieszczone stalle z drewna jesionowego. W nawach bocznych kościoła została założona mosiężna Droga Krzyżowa wykonana przez artystę plastyka Macieja Kauczyńskiego; na fryzie nawy głównej zostały wykonane techniką sgraffito sceny z życia św. Jana Chrzciciela, nad prezbiterium w jego przedniej części został zawieszony 4,5-metrowy krzyż z Figurą Ukrzyżowanego Pana Jezusa (o wysokości 2 metrów). W nawie lewej jest umieszczony Obraz Matki Bożej Nieustającej Pomocy, z kolei w nawie prawej – Obraz św. Rafała Kalinowskiego; w części przeznaczonej dla wiernych są usytuowane 4 konfesjonały (ustawione po dwa w każdej nawie), w nawie głównej znajdują się 2 rzędy ławek, w nawach bocznych ławki są ustawione w 1 rzędzie – wszystkie zostały wykonane w drewnie jesionowym. Na stopniu komunijnym po lewej stronie kościoła została ustawiona chrzcielnica z marmuru z pokrywą mosiężną z elementem chrztu Pana Jezusa w Jordanie.